# Herminia feminia
Herminia feminia là một loài bướm đêm trong họ Noctuidae.